# John White (motorcykelförare)
John H. "Crasher" White, född 1910 i Radlett, Hertfordshire, var en engelsk motorcykelförare. 
White, till yrket skollärare, var under 1930-talets senare hälft en av Englands bästa motorcykelförare. Han började tävla på Royal Enfield 1927, slog igenom 1934, då han vid sin debut på kontinenten segrade i Dieppe GP:s C-klass. Han anställdes våren följande år av Norton och vann på detta märke bland annat B-klassen i Belgiens GP 1935, 1937 och 1938, Hollands TT 1936 och 1937, Europas GP 1938 (tvåa 1937) samt C-klassen i Frankrikes GP 1939.